# Ron Boone
Ronald Bruce "Ron" Boone (nacido el 6 de septiembre de 1946 en Oklahoma City, Oklahoma) es un exjugador de baloncesto estadounidense que jugó ocho temporadas en la ABA y cinco más en la NBA. Con 1,88 metros de estatura, lo hacía en la posición de escolta.

## Trayectoria deportiva

### Universidad
Jugó durante tres temporadas con los Bengals de la Universidad Estatal de Idaho, en las que promedió 20,0 puntos y 5,5 rebotes por partido. En sus dos últimas temporadas fue incluido en el mejor quinteto de la Big Sky Conference.

### Profesional

#### ABA
Fue elegido en la undécima ronda, en el puesto 147 del Draft de la NBA de 1968 por Phoenix Suns, y también en la octava ronda del draft de la ABA por Dallas Chaparrals, eligiendo esta última opción. En su primera temporada se hizo con el puesto de titular, promediando 18,9 puntos, 5,9 rebotes y 3,6 asistencias, lo que le permitió ser elegido en el Mejor quinteto de rookies.
Mediada la temporada 1970-71 fue traspasado junto con Glen Combs a los Utah Stars, a cambio de Donnie Freeman y Wayne Hightower, donde a pesar de ver mermados sus minutos de juego, consiguió nada más llegar su único título de campeón de la ABA, derrotando en las Finales a Kentucky Colonels, ayudando al equipo con 15,8 puntos y 5,8 rebotes por partido. Esa temporada además disputó el primero de los All-Star Game a los que fue convocado, anotando 6 puntos en sus escasos cuatro minutos en pista.
Jugó durante 5 temporadas con los Stars, siendo elegido en el segundo Mejor quinteto de la ABA en 1974 y en el mejor al año siguiente, cuando jugó su mejor temporada como profesional, promediando 25,2 puntos, 4,8 rebotes y 4,4 asistencias por partido. Pocas semanas después de comenzada la temporada 1975-76 la franquicia desapareció, fichando poco después por los Spirits of St. Louis, con los que jugó el último año de competición de la liga.
En sus ocho temporadas en la ABA no se perdió ni un solo partido, y conserva varios récords de su etapa con los Chaparrals, entre ellos el de 32 lanzamientos de tiros libres anotados de forma consecutiva, el de 14 tiros de campo conseguidos en una parte y el de 24 puntos en un cuarto.

##### Logros en la American Basketball Association (ABA)
- 3.er máximo anotador de todos los tiempos (12.153)[12]
- 6º jugador con mayor número de asistencias (2.569)
- 5º jugador con más partidos disputados (662)
- 5º jugador con más minutos jugador (21.586)
- 2º jugador con más faltas personales cometidas (2.245)
- 1.er jugador con más balones perdidos (2.327)

#### NBA
Tras la desaparición de la ABA, se produjo un draft de dispersión siendo Boone elegido en tercer lugar por los Kansas City Kings a cambio de 250.000 dólares. En los Kings se hizo también con la titularidad, siendo en su primera temporada el máximo anotador del equipo, con 22,2 puntos por partido, a los que añadió 4,1 asistencias y 3,9 rebotes.
Después de una temporada más en Kansas City, en 1978 es traspasado junto a una segunda futura ronda del Draft a Denver Nuggets a cambio de Darnell Hillman y los derechos sobre Mike Evans, quienes a su vez lo enviaron a Los Angeles Lakers con dos segundas rondas a cambio de Charlie Scott. En el equipo californiano, ya con 32 años, asumió por primera vez en su carrera el rol de suplente, rotando con Adrian Dantley y Norm Nixon en los puestos más alejados del aro. Esa temporada sus estadísticas bajaron hasta los 7,4 puntos y 1,9 asistencias por partido.
Con la llegada de Magic Johnson al equipo en 1979, sus minutos de juego se redujeron sensiblemente, siendo traspasado tras 6 partidos disputados a los Utah Jazz a cambio de una tercera ronda del draft. En los Jazz recuperó el puesto de titular, pero sus estadísticas ya no fueron como años anteriores, quedándose en su primera temporada en 12,9 puntos y 4,0 asistencias por partido. Jugó una temporada más, retirándose al término de la misma, tras 13 años de carrera profesional.

## Estadísticas de su carrera en la ABA y la NBA

### Temporada regular
| Temporada | Edad | Equipo               | Liga  | P    | TIT | MIN  | TC   | TCA  | %TC  | 3P  | 3PA | %3P  | TL  | TLA | %TL  | R.OF. | R.DEF. | REB | ASIS | ROB | TAP | PER | FP  | PTS  |
| 1968-69   | 22   | Dallas Chaparrals    | ABA   | 78   |     | 34.4 | 6.7  | 15.3 | .434 | 0.0 | 0.2 | .133 | 5.6 | 6.9 | .812 | 2.0   | 3.1    | 5.1 | 3.6  |     |     | 4.6 | 3.9 | 18.9 |
| 1969-70   | 23   | Dallas Chaparrals    | ABA   | 84   |     | 27.9 | 5.0  | 11.7 | .432 | 0.2 | 0.7 | .309 | 3.6 | 4.5 | .785 | 1.5   | 2.9    | 4.4 | 3.2  |     |     | 3.4 | 3.2 | 13.8 |
| 1970-71   | 24   | TOTAL                | ABA   | 86   |     | 28.8 | 7.1  | 16.2 | .437 | 0.6 | 1.6 | .355 | 3.2 | 4.2 | .779 | 2.6   | 4.0    | 6.6 | 3.0  |     |     | 3.2 | 3.5 | 18.0 |
| 1970-71   | 24   | Texas Chaparrals     | ABA   | 42   |     | 31.3 | 8.2  | 18.0 | .457 | 0.6 | 1.5 | .385 | 3.3 | 4.3 | .772 | 2.7   | 4.7    | 7.4 | 3.4  |     |     | 3.7 | 3.2 | 20.3 |
| 1970-71   | 24   | Utah Stars           | ABA   | 44   |     | 26.4 | 6.0  | 14.5 | .414 | 0.5 | 1.7 | .329 | 3.2 | 4.0 | .785 | 2.5   | 3.3    | 5.8 | 2.6  |     |     | 2.7 | 3.8 | 15.8 |
| 1971-72   | 25   | Utah Stars           | ABA   | 84   |     | 24.3 | 4.8  | 11.5 | .420 | 0.2 | 0.8 | .200 | 3.2 | 4.1 | .795 | 1.9   | 2.7    | 4.7 | 2.8  |     |     | 2.6 | 3.3 | 13.0 |
| 1972-73   | 26   | Utah Stars           | ABA   | 84   |     | 30.8 | 6.7  | 13.5 | .498 | 0.1 | 0.5 | .250 | 4.9 | 5.7 | .866 | 2.1   | 3.0    | 5.1 | 4.2  |     |     | 3.3 | 3.7 | 18.5 |
| 1973-74   | 27   | Utah Stars           | ABA   | 84   |     | 36.9 | 7.0  | 14.1 | .494 | 0.1 | 0.3 | .231 | 3.6 | 4.1 | .875 | 1.9   | 3.3    | 5.2 | 5.0  | 1.5 | 0.3 | 3.8 | 3.4 | 17.6 |
| 1974-75   | 28   | Utah Stars           | ABA   | 84   |     | 40.6 | 10.4 | 21.1 | .491 | 0.1 | 0.4 | .303 | 4.3 | 5.0 | .860 | 1.7   | 3.2    | 4.8 | 4.4  | 1.5 | 0.4 | 4.0 | 3.2 | 25.2 |
| 1975-76   | 29   | TOTAL                | ABA   | 78   |     | 38.0 | 9.1  | 18.8 | .486 | 0.2 | 0.6 | .372 | 3.6 | 4.1 | .871 | 1.5   | 2.6    | 4.1 | 5.0  | 2.0 | 0.2 | 3.5 | 3.1 | 22.0 |
| 1975-76   | 29   | Utah Stars           | ABA   | 16   |     | 39.8 | 10.4 | 21.2 | .490 | 0.1 | 0.5 | .250 | 5.3 | 6.2 | .859 | 1.3   | 3.2    | 4.5 | 4.7  | 1.7 | 0.1 | 3.6 | 2.8 | 26.2 |
| 1975-76   | 29   | Spirits of St. Louis | ABA   | 62   |     | 37.5 | 8.8  | 18.2 | .485 | 0.2 | 0.6 | .400 | 3.1 | 3.5 | .877 | 1.5   | 2.5    | 4.0 | 5.0  | 2.0 | 0.2 | 3.5 | 3.2 | 21.0 |
| 1976-77   | 30   | Kansas City Kings    | NBA   | 82   |     | 36.8 | 9.1  | 19.2 | .474 |     |     |      | 4.0 | 4.7 | .844 | 1.6   | 2.4    | 3.9 | 4.1  | 1.5 | 0.2 |     | 3.1 | 22.2 |
| 1977-78   | 31   | Kansas City Kings    | NBA   | 82   |     | 32.4 | 6.9  | 15.5 | .443 |     |     |      | 3.9 | 4.6 | .854 | 1.4   | 1.9    | 3.3 | 3.8  | 1.3 | 0.1 | 3.7 | 2.8 | 17.7 |
| 1978-79   | 32   | Los Angeles Lakers   | NBA   | 82   |     | 19.3 | 3.2  | 6.9  | .455 |     |     |      | 1.1 | 1.3 | .865 | 0.6   | 1.1    | 1.8 | 1.9  | 0.8 | 0.1 | 1.8 | 2.1 | 7.4  |
| 1979-80   | 33   | TOTAL                | NBA   | 81   |     | 29.5 | 5.0  | 11.3 | .443 | 0.2 | 0.6 | .380 | 2.2 | 2.4 | .893 | 0.7   | 2.1    | 2.8 | 3.8  | 1.2 | 0.0 | 2.4 | 2.9 | 12.4 |
| 1979-80   | 33   | Los Angeles Lakers   | NBA   | 6    |     | 17.7 | 2.3  | 6.7  | .350 | 0.0 | 0.0 |      | 1.0 | 1.2 | .857 | 0.7   | 1.2    | 1.8 | 1.2  | 0.8 | 0.0 | 2.2 | 2.2 | 5.7  |
| 1979-80   | 33   | Utah Jazz            | NBA   | 75   |     | 30.5 | 5.2  | 11.7 | .447 | 0.3 | 0.7 | .380 | 2.3 | 2.5 | .894 | 0.7   | 2.2    | 2.9 | 4.0  | 1.2 | 0.0 | 2.5 | 2.9 | 12.9 |
| 1980-81   | 34   | Utah Jazz            | NBA   | 52   |     | 22.0 | 3.1  | 7.1  | .431 | 0.2 | 0.8 | .282 | 1.4 | 1.8 | .798 | 0.3   | 1.3    | 1.6 | 3.1  | 0.6 | 0.2 | 2.1 | 2.4 | 7.8  |
| Total     |      |                      | TOTAL | 1041 |     | 31.1 | 6.6  | 14.2 | .461 | 0.2 | 0.6 | .304 | 3.5 | 4.2 | .837 | 1.6   | 2.6    | 4.2 | 3.7  | 1.3 | 0.2 | 3.2 | 3.1 | 16.8 |
|           |      |                      | ABA   | 662  |     | 32.6 | 7.1  | 15.3 | .465 | 0.2 | 0.6 | .296 | 4.0 | 4.8 | .830 | 1.9   | 3.1    | 5.0 | 3.9  | 1.6 | 0.3 | 3.5 | 3.4 | 18.4 |
|           |      |                      | NBA   | 379  |     | 28.5 | 5.6  | 12.4 | .454 | 0.2 | 0.7 | .337 | 2.6 | 3.0 | .854 | 1.0   | 1.8    | 2.8 | 3.4  | 1.1 | 0.1 | 2.6 | 2.7 | 13.9 |

### Playoffs
| Temporada | Edad | Equipo             | Liga  | P  | MIN  | TCA | TC   | 3PA | 3P | TLA | TL  | R.OF. | REB | ASIS | ROB | TAP | PER | FP  | PTS  | %TC  | %3P  | %FT  | MIN  | PTS  | REB | AST |
| 1968-69   | 22   | Dallas Chaparrals  | ABA   | 7  | 196  | 38  | 85   | 0   | 4  | 21  | 25  |       | 22  | 27   |     |     | 20  | 25  | 97   | .447 | .000 | .840 | 28.0 | 13.9 | 3.1 | 3.9 |
| 1969-70   | 23   | Dallas Chaparrals  | ABA   | 6  | 193  | 46  | 97   | 3   | 8  | 15  | 21  |       | 27  | 54   |     |     | 22  | 27  | 110  | .474 | .375 | .714 | 32.2 | 18.3 | 4.5 | 9.0 |
| 1970-71   | 24   | Utah Stars         | ABA   | 18 | 569  | 113 | 256  | 9   | 27 | 74  | 86  | 50    | 110 | 94   |     |     | 56  | 71  | 309  | .441 | .333 | .860 | 31.6 | 17.2 | 6.1 | 5.2 |
| 1971-72   | 25   | Utah Stars         | ABA   | 11 | 209  | 50  | 105  | 1   | 5  | 25  | 29  |       | 24  | 26   |     |     | 24  | 30  | 126  | .476 | .200 | .862 | 19.0 | 11.5 | 2.2 | 2.4 |
| 1972-73   | 26   | Utah Stars         | ABA   | 10 | 360  | 68  | 135  | 0   | 3  | 33  | 34  | 17    | 43  | 47   |     |     | 39  | 41  | 169  | .504 | .000 | .971 | 36.0 | 16.9 | 4.3 | 4.7 |
| 1973-74   | 27   | Utah Stars         | ABA   | 18 | 747  | 137 | 289  | 0   | 7  | 34  | 37  | 48    | 108 | 109  | 30  | 4   | 47  | 54  | 308  | .474 | .000 | .919 | 41.5 | 17.1 | 6.0 | 6.1 |
| 1974-75   | 28   | Utah Stars         | ABA   | 6  | 219  | 54  | 127  | 0   | 0  | 34  | 38  | 9     | 24  | 41   | 14  | 6   | 27  | 22  | 142  | .425 |      | .895 | 36.5 | 23.7 | 4.0 | 6.8 |
| 1978-79   | 32   | Los Angeles Lakers | NBA   | 8  | 226  | 37  | 77   |     |    | 20  | 21  | 7     | 15  | 14   | 9   | 0   | 14  | 28  | 94   | .481 |      | .952 | 28.3 | 11.8 | 1.9 | 1.8 |
| Total     |      |                    | TOTAL | 84 | 2719 | 543 | 1171 | 13  | 54 | 256 | 291 | 131   | 373 | 412  | 53  | 10  | 249 | 298 | 1355 | .464 | .241 | .880 | 32.4 | 16.1 | 4.4 | 4.9 |
|           |      |                    | ABA   | 76 | 2493 | 506 | 1094 | 13  | 54 | 236 | 270 | 124   | 358 | 398  | 44  | 10  | 235 | 270 | 1261 | .463 | .241 | .874 | 32.8 | 16.6 | 4.7 | 5.2 |
|           |      |                    | NBA   | 8  | 226  | 37  | 77   |     |    | 20  | 21  | 7     | 15  | 14   | 9   | 0   | 14  | 28  | 94   | .481 |      | .952 | 28.3 | 11.8 | 1.9 | 1.8 |